# Графство Баден
Графство Баден (нем. Grafschaft Baden) — кондоминиум Швейцарского союза и нынешняя часть швейцарского кантона Ааргау. Графство было основано в 1415 году после швейцарского завоевания Ааргау и управлялось совместно всеми кантонами до 1798 года, когда стало частью недолговечного кантона Баден.

## История

### Предыстория
Земля, которая стала графством Баден, первоначально находилась под властью графов Ленцбурга. Когда основная линия этой семьи исчезла, она перешла под власть Кибургов, а затем в 1264 году — Габсбургов. Точные территории в округе часто менялись, но первоначально включали западную часть Цюрихгау и части территории между реками Рейн, Ааре и Ройсс. В XIV веке территория Бадена превратилась в треугольник между реками Лиммат и Ройсс, хотя позже он был разделен ещё больше. Как часть габсбургского бейливика Аргау, им управлял судебный пристав, резиденция которого находилась в городе Баден.

### Формирование
16 ноября 1414 года император Священной Римской империи Сигизмунд созвал Констанцский собор для борьбы с великим расколом в католической церкви в лице существования сразу трёх пап римских. Герцог Австрийский Фридрих IV поддержал Иоанна XXIII, который позже был объявлен антипапой и был вынужден бежать в его владения. Император в ответ отлучил герцога и предложил соседям завоевать его владения. Швейцарский город-государство Берн сразу предложил свою помощь, вскоре к нему присоединились другие члены Швейцарского союза.
В 1415 году территория была быстро завоевана. Под властью Габсбургов Ааргау был разделен на несколько частей (нем. Ämter), которые находились в ведении союза. Берн, Люцерн и Цюрих получили в распоряжение часть завоеванного региона. Freie Ämter и Amt of Baden совместно управлялись как подчиненные территории остальными членами союза,.под властью которого прежняя земля Баден стала графством. В состав округа входили бывшие аммтеры Баденского и Сиггентальского, фогты епископа Констанции в Клингнау, Цурцахе и Кайзерштуле, а также приход Леуггерн на левой стороне Ааре.
Первоначально владение графством было разделено между семью кантонами, участвовавшими во вторжении. Начиная с 1443 года, он был расширен до всех восьми кантонов. Баден был разделен на восемь внутренних (Рордорф, Бирменсторф, Гебенсторф, Дитикон, Веттинген, Сиггенталь, Эрендинген, Леуггерн) и три внешних округа (Клингнау, Цурцах, Кайзерштуль), которые включали округа Кадельбург, Линхейм и Хоэнтенгенген Рейн.
Конфедераты сохранили большую часть правовой структуры Габсбургов, что вызвало ряд проблем. Местная знать имела право держать суд низшей инстанции только примерно на одной пятой территории. Было более 30 различных дворян, которые имели право держать суды, разбросанные по окрестным землям. Все эти пересекающиеся юрисдикции вызвали многочисленные конфликты, но постепенно Конфедерация смогла получить эти права в графстве. Города Баден, Бремгартен и Меллинген стали административными центрами и местопребыванием высоких судов. Вместе с судами три административных центра обладали значительной местной автономией, но управлялись губернатором, назначаемым союзом каждые два года. После победы протестантов во второй битве при Вилльмергене управление графством немного изменилась. Вместо того, чтобы союз назначал судебного пристава совместным решением, Цюрих и Берн получили право назначать губернатора на 7 из 16 лет, а Гларус — на оставшиеся 2 года.

### Роспуск

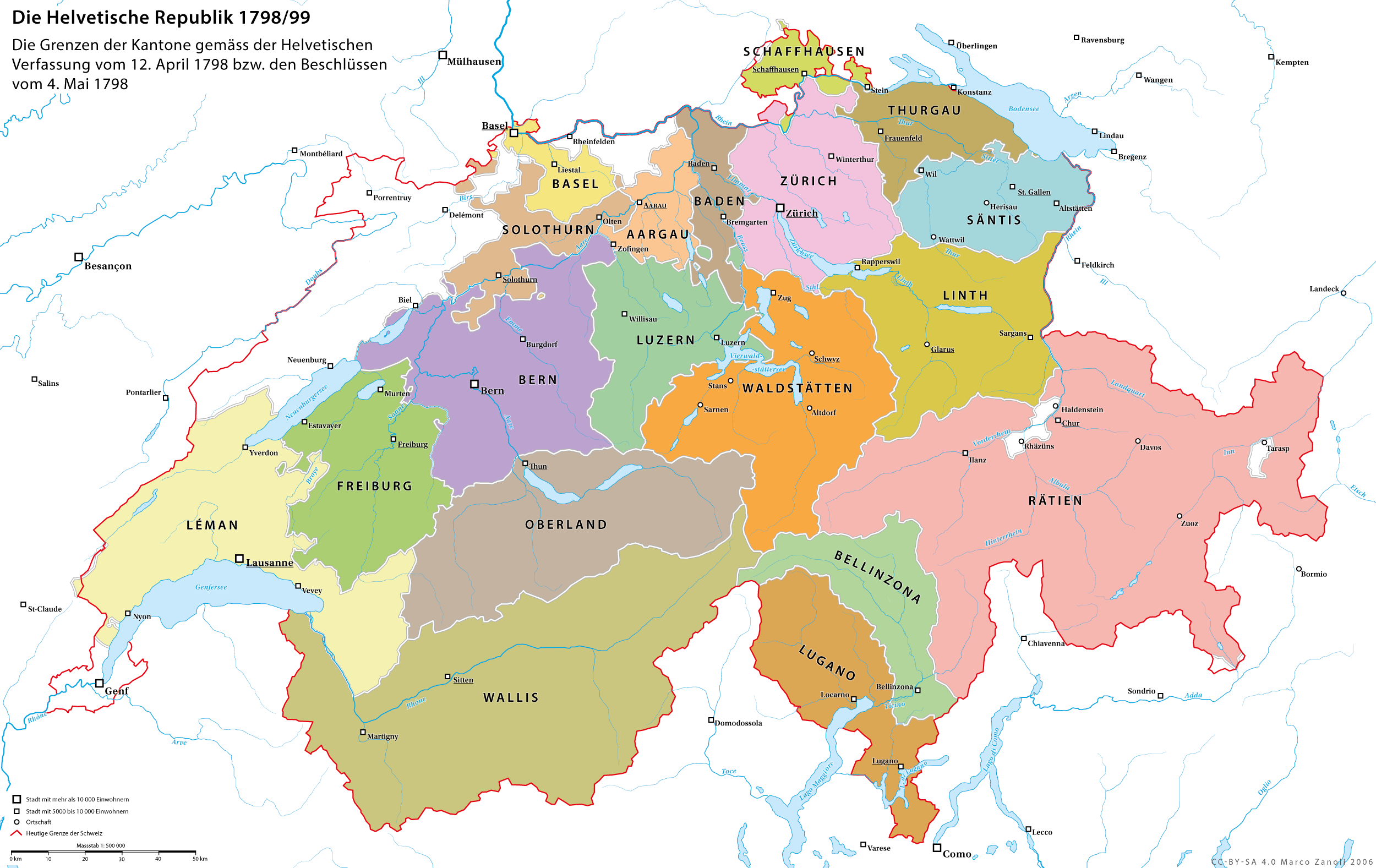
Карта Гельветической республики в 1798/99 году с кантоном Баден

Графство было расформировано после французского вторжения 1798 года. 17 марта правительство Берна и Цюриха согласились создать кантон Баден, после акта посредничества 1803 года эта государственная структура была расформирована, став частью кантона Ааргау.
После вхождения в состав Ааргау в 1803 году, округ получил от соседних округов кантона Баден города Белликон, Воленшвиль, Вюренлинген, Кюнтен, Мегенвиль, Меллинген, Ремечвиль, но передал кантону Цюрих Дитикон, Хюттикон, Шлирен и Этвиль-ан-дер-Лиммат.
После Второй мировой войны в этом бывшем аграрном регионе произошел значительный рост, и он стал районом с самой большой численностью и плотностью населения в кантоне (110 тыс. жителей в 1990 году, 715 чел./км²).

## Внутреннее устройство
Губернатор жил в собственном замке (нем. Landvogteischloss) в Бадене, который был расширен в 1486—1490 годах. У губернатора был свой суд низшей инстанции, также он был апелляционным судом местных судов лордов. Он назначил некоторых местных администраторов и судей высокого суда в Бадене. Губернатор имеет решающий голос в случае равенства голосов в высоком суде. Из-за ограниченной юрисдикции и короткого двухлетнего срока правления власть губернатора была ограничена. Местные суды и сельские мэры обладали значительной автономией

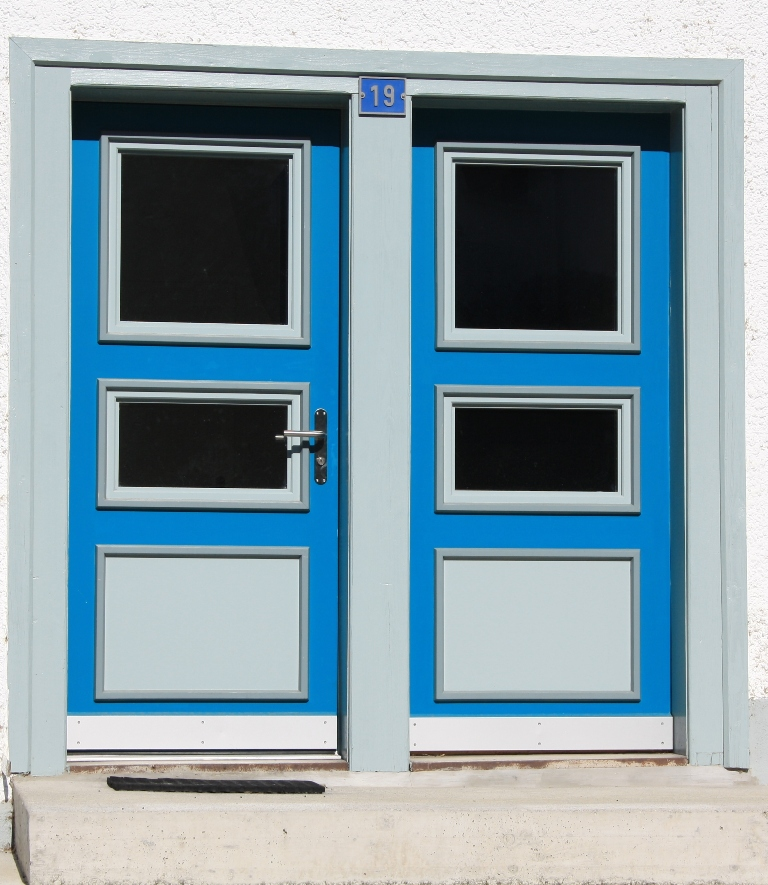
Две отдельных двери для евреев и христиан в доме в Ленгнау.

Доход губернатора составлял из налога на смерть (преобразованного в 1666 году в ежегодный налог), налога на покидающих графство, налог на терпимость для евреев и таможенные сборы. Однако таможенные сборы приносили так мало, что в XVII веке право взимать пошлины начало продаваться с аукциона. В этом веке Баден было единственным федеральным сообществом, где толерантно относились к евреям (в 1774 году они были ограничены городами Эндинген и Ленгнау). В то время как сельский высший класс несколько раз пытался окончательно изгнать евреев, финансовые интересы властей вступали в противоречие из-за прямого подчинения этого народа губернатору с 1696 года, когда они были вынуждены каждые 16 лет покупать у губернатора охранное письмо. Регион редко приносил прибыль, и эта вещь давала стабильный приток дохода.

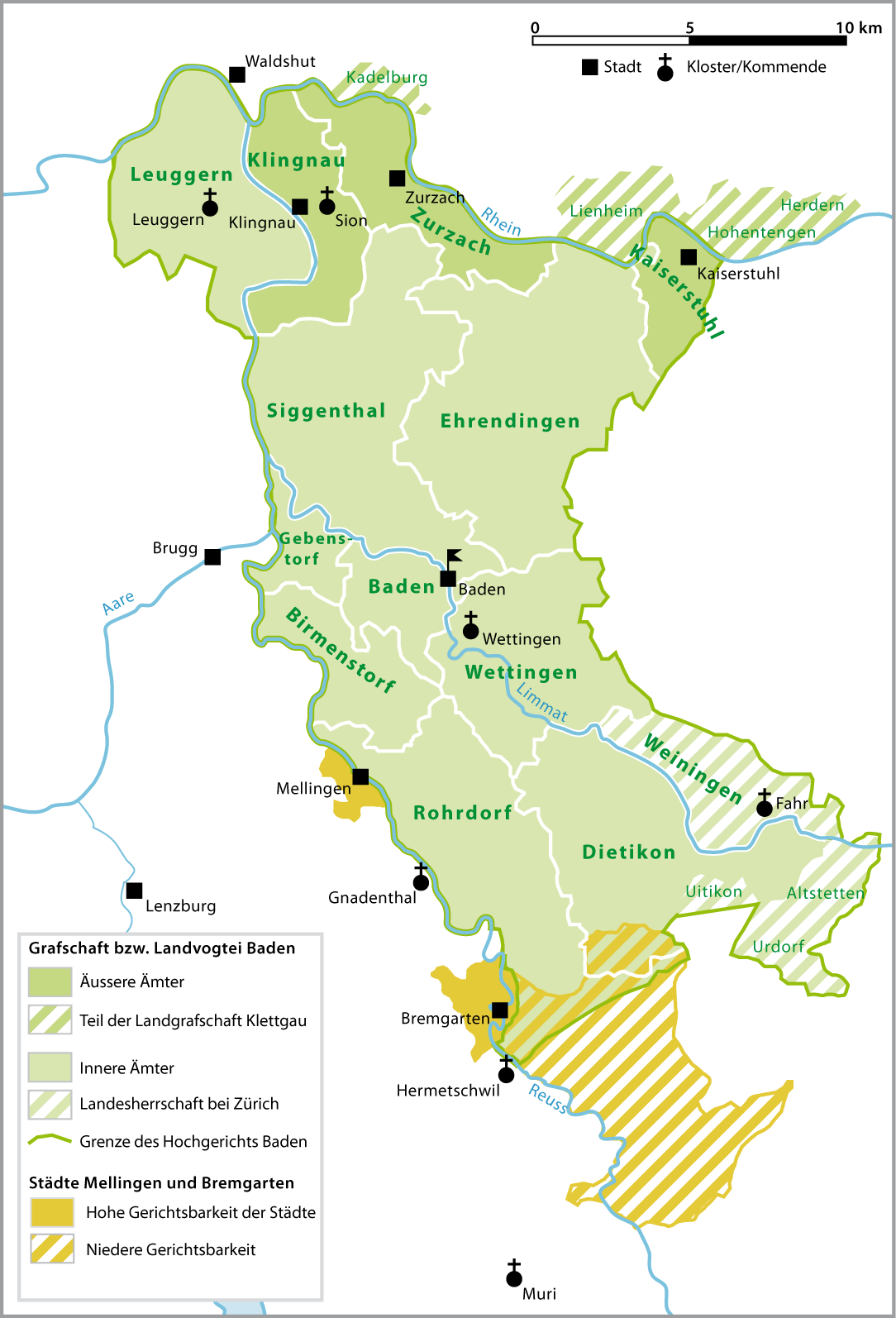
Территория графства

До XVIII века подавляющее большинство жителей графства жили за счет сельского хозяйства. В основном они выращивали зерно, но в долинах Лиммат, Ааре и Сурб велось виноградарство. В большинстве городков округа были только местные рынки, которые обеспечивали солидный источник дохода. Хаотическая правовая структура и фрагментированная собственность на землю в сочетании с традицией разделения земли между всеми наследниками не позволили провести широкомасштабные реформы. В XVIII веке губернатор пытался реформировать и стандартизировать законы и права собственности по всему графству, но без особого успеха. В условиях постоянно меняющейся администрации графству не хватало последовательной долгосрочной экономической политики или поддержки реформ. К концу века вдоль границы с Цюрихом не было фабрик и мельниц, а было лишь несколько небольших кустарных промыслов. Строительство дорог впервые стало приоритетом после 1750 года, когда Цюрих и Берн начали назначать губернаторов на семь лет.
Во время протестантской Реформации некоторые муниципалитеты перешли в новую веру. Однако, начиная с 1531 года, некоторые из старых приходов были возвращены к старой вере. Губернаторы назначались как из католических, так и из протестантских кантонов, и, поскольку они менялись каждые два года, ни одна из религий не получила большинства в графстве. В городах Тегерфельден и Цурцах было значительное реформатское большинство, тогда как во многих других городах было сильное меньшинство. Реформатские приходы находились под властью церковного двора в Цюрихе, за исключением Бирменсторфа и Гебенсторфа, которые находились под бернским двором. Евреи Сурбтала сформировали Бетдин или раввинский суд с Тингеном. В XVIII веке они построили две большие синагоги.